# Municipio de Van Meter (Dakota del Norte)
El municipio de Van Meter (en inglés: Van Meter Township) es un municipio ubicado en el condado de Dickey en el estado estadounidense de Dakota del Norte. En el año 2010 tenía una población de 77 habitantes y una densidad poblacional de 0,82 personas por km².

## Geografía
El municipio de Van Meter se encuentra ubicado en las coordenadas 45°58′49″N 98°26′39″O / 45.98028, -98.44417. Según la Oficina del Censo de los Estados Unidos, el municipio tiene una superficie total de 93.45 km², de la cual 93,45 km² corresponden a tierra firme y (0 %) 0 km² es agua.

## Demografía
Según el censo de 2010, había 77 personas residiendo en el municipio de Van Meter. La densidad de población era de 0,82 hab./km². De los 77 habitantes, el municipio de Van Meter estaba compuesto por el 96,1 % blancos, el 1,3 % eran afroamericanos, el 1,3 % eran de otras razas y el 1,3 % eran de una mezcla de razas. Del total de la población el 5,19 % eran hispanos o latinos de cualquier raza.